# Nesticus caverna
Espèce
Nesticus caverna est une espèce d'araignées aranéomorphes de la famille des Nesticidae.

## Distribution
Cette espèce est endémique du Puebla au Mexique,. Elle se rencontre à Zoquitlán dans la grotte Cueva de las Ranas.

## Description
La femelle holotype mesure 3 mm. Cette espèce est anophtalme.

## Publication originale
- Gertsch, 1984 : The spider family Nesticidae (Araneae) in North America, Central America, and the West Indies. Bulletin of the Texas Memorial Museum, vol. 31, p. 1-91 (texte intégral).